# Francesco Curradi

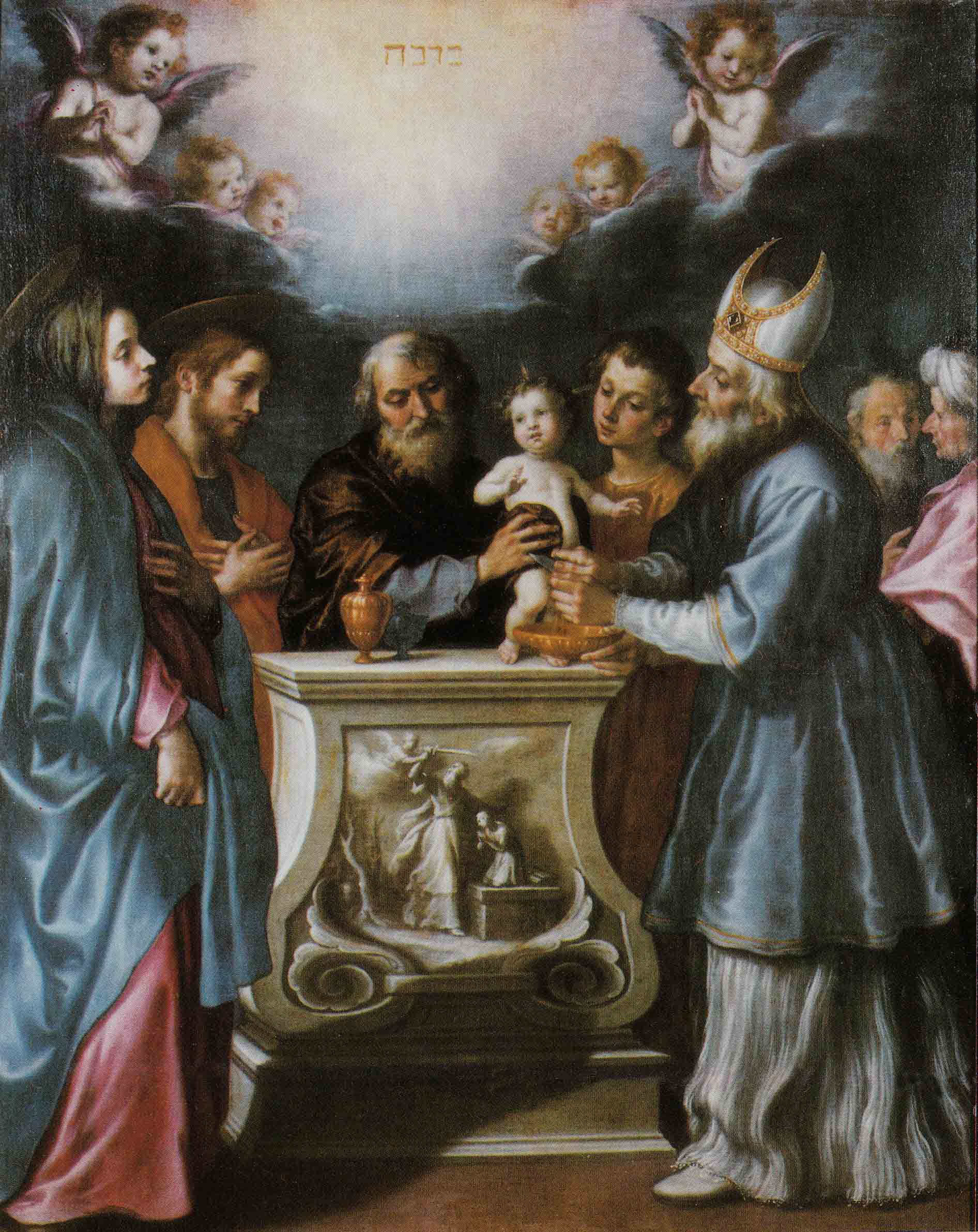
Circuncisión de Jesús

Francesco Curradi (Florencia, 15 de noviembre de 1570-Florencia, 1661) fue un pintor italiano activo durante el último período manierista y el primer Barroco.

## Biografía
Hijo del escultor florentino Taddeo Curradi. Tuvo una formación artística muy ligada al manierismo, pues su maestro fue Giovanni Battista Naldini. En 1590 se matriculó en la Accademia del Disegno fundada por Giorgio Vasari. Sus primeras obras como artista independiente revelan la influencia de pintores como Santi di Tito o Jacopo Ligozzi. Más tarde su estilo se acercará al de Lodovico Cigoli y Domenico Passignano. En esta fase de su carrera se le puede adscribir a la contramaniera, el movimiento artístico que seguía fielmente los preceptos contrarreformistas promulgados por el Concilio de Trento. Buena prueba de ello es que Curradi fuera el artista elegido para retratar el cadáver de Santa María Magdalena de Pacis (1607). Excelente dibujante, esta obra y un libro de diseños trazados con tiza roja con escenas de la vida de la santa fueron decisivos para fijar su iconografía, que artistas posteriores seguirían.
Hacia la década de 1620 su estilo se adaptará a las innovaciones propugnadas por los caravaggistas: introducción del claroscuro, composiciones en diagonal, mayor dramatismo en las actitudes de los personajes... en definitiva, Curradi se convierte en un pintor barroco. Continuará avanzando en este estilo, aunque en los últimos años de su carrera ya no habrá innovaciones importantes, tal vez una mayor austeridad en los colores y una simplificación del dibujo, siempre preciso. Los nuevos artistas del pleno barroco (cuyo principal exponente será Pietro da Cortona) no hallarán eco en el estilo de Curradi.
Curradi se especializó en la producción de una gran cantidad de piezas de carácter devocional, que obtuvieron gran éxito. Sus figuras son simples y elegantes, tocadas por un halo de melancolía.

## Obras destacadas

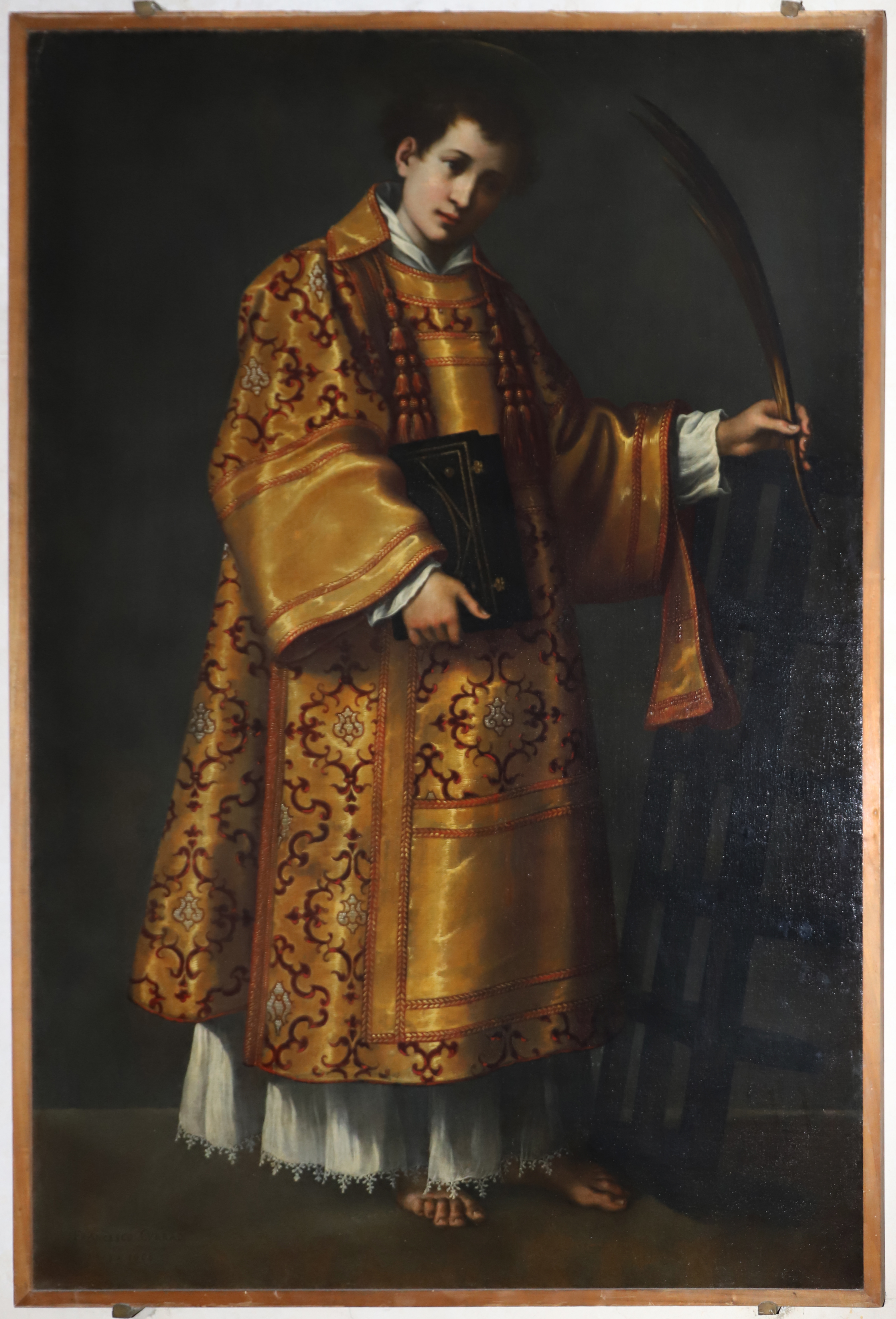
"San Lorenzo" (1601)

- Virgen con el Niño y santos (1597, San Lino, Volterra)
- Natividad de la Virgen (1598, catedral de Volterra)
- Crucifixión (1600, San Angelo, Legnaia)
- Virgen con santos (1602, San Angelo, Legnaia)
- San Lorenzo y San Alberto (1608, Santa Maria Maddalena dei Pazzi, Florencia)
- Adán y Eva (1609, colección particular)
- Anunciación con santos (1610, Santi Miniato e Francesco, San Miniato al Tedesco)
- Crucifixión (1611, Catedral de Volterra)
- Predicación de San Juan Bautista (1611, Descalzas Reales, Valladolid)
- Sagrada Familia (1611, Descalzas Reales, Valladolid)
- Retrato de joven caballero (1611, Staatgallerie, Stuttgart)
- Asunción de la Virgen (1613, Santa Maria, Dicomano in Val di Sieve)
- La Fama eleva a Miguel Angel sobre otros pintores (1617, Casa Buonarroti, Florencia)
- San Francisco Javier predica a los indios (1622, San Giovannino degli Scolopi)
- Narciso en la fuente (1622, Palazzo Pitti, Florencia)
- Artemisia bebe las cenizas de Mausolo (1625, Villa della Petraia, Florencia)
- Decapitación de San Pablo (1627, Catedral de Volterra)
- Escenas de la Vida de la Magdalena (1632, depósitos, Florencia)
- Escenas de la Vida de la Virgen (c. 1633, Santa Maria degli Angiolini, Florencia)
- Santa María Magdalena dei Pazzi recibiendo un velo de la Virgen (1633, San Giovanni dei Fiorentini, Roma)
- Predicación de San Juan Bautista (1649, Capilla Ronconi en Santa Trinità, Florencia)
- Paisaje con figuras (1658, colección privada, Louisville), última obra atribuida.